# Linwood Islamic Centre
Das Linwood Islamic Centre ist eine sunnitische Moschee im Ortsteil Linwood von Christchurch, Neuseeland. Es wurde als zweite Moschee in der Stadt Anfang 2018 auf dem Grund einer ehemaligen Kirche erbaut. Träger ist der 2017 gegründete Linwood Islamic Charitable Trust. Am 15. März 2019 war die Moschee Ziel eines Anschlags. Dabei kamen sieben Menschen in der Moschee um und drei weitere vor der Moschee.